# カオス・アヴェニール
カオス・アヴェニールは、ゆでたまごの漫画『キン肉マンII世』に登場する架空の人物。

## 人物
幼い頃、豚と共に孤児院「がきんちょハウス」前に寝ていたところを「がきんちょハウス」のシスターに拾われ、育てられる。幼い頃の記憶は無くしているが、時々フラッシュバックを起こし、その度に鎮静剤を（喘息用薬剤の要領で）注入している。
重度のオタクであり、モデラー、アイドルファンである。中でも超人オタクであり、キン消しを始め様々な超人グッズを自分の部屋にコレクションしている。超人グッズを手に入れるため友人に対し強引な手段を用いたり、入場セレモニーの最中に他の超人にサインや写真撮影を求めるなど、超人に関することでは我を忘れる。
一人称は「ワチキ」、たまに「ボク」。全身には独特の紋様が入っており、長い金髪の頭部には左側面を覆うヘッドギアを装着している。基本的に「弱虫毛虫」と揶揄される気弱で泣き虫だが、本当はシスター想いで子供好きの心優しい性格。
偽者の超人レスラー・ブタ肉マンとしてインチキ超人レスリングショーの興行を手伝って日本全国を巡っていたが、カオスの潜在能力を察知したキン肉万太郎に勧誘され、タッグチーム「マッスルブラザーズ・ヌーボー」を結成。宇宙超人タッグトーナメント決勝戦を観戦に行った際に偶然手に入れていた本物のキン肉マングレートのマスク（キン肉マングレート#3代目参照）で正体を隠し「キン肉マングレートIII（キン肉マングレートスリー）」として究極の超人タッグ戦に出場する。格闘技に関しては素人であり、超人ではなく人間であると自称していたが、無意識的に高度なテクニックを度々繰り出すこともあった。また、モデラーとしての知識、技量を活かし、勝利に貢献した。
その正体は、世界五大厄と同じく魔時角を持つ時間超人（正義・時間超人）でありアヴェニール一族の王、ミニッツ・アヴェニールの息子。故郷のアヴェニール王国はライトニングとサンダーによって壊滅、両親も幼いカオスの目の前で惨殺される。一人逃げ延びたカオスは、二人を追い魔時角を折り過去へ飛ぶ。だが時間超人としての力が未熟だったカオスは、目的時間よりも7年も前の時代にたどり着いてしまい、その際に記憶も封印されていた。記憶の封印はシスターが預かっていた鍵「Chaos's MEMORY KEY」をヘッドギアの下にある鍵穴状の傷に差し込むことで解かれる。記憶を取り戻した後は、一人称が「オレ」に変わるなど口調も荒々しくなり、以前の気弱な言動も皆無となった。焼けた金網から身を挺して観客をかばい、正義超人にもかかわらず卑怯な手を使うザ・マシンガンズに対し激怒するなど、正義感の強い熱血漢と変貌。当初は世界五大厄の二人に対する復讐心をむき出しにしていたが、万太郎や凛子、「がきんちょハウス」のシスターや少年たちと触れ合うことで正義超人としての使命に目覚め、精神的にも成長してゆく。

## 経歴

### 生い立ち
遥か辺境の星にあるアヴェニール国の王、ミニッツ・アヴェニールの子として誕生する。幼い頃から格闘技の手ほどきを受けており、高い格闘技術を持っていた。その後故郷のアヴェニール王国は魔時角の悪用を企む「悪行・時間超人」ライトニングとサンダーの二人によって滅ぼされ、幼いカオスの目の前で両親が惨殺された。唯一逃げ延びたカオスは、ライトニングとサンダーの目的が20世紀の伝説超人討伐にあることを知り、両親の復讐を誓い過去へと遡るため魔時角を折る。だがまだ幼く、時間超人としての力が未熟だったカオスは、散々苦しんだ末に目的の時代よりも7年も早い地球の日本へたどり着いてしまい、その反動で記憶を無くす。
記憶を無くしたカオスは、6歳の誕生日に父ミニッツから渡されていた「ジャッジメント・キー」を抱え大きなブタに守られるように倒れ、孤児院「がきんちょハウス」の前でシスターに助けられる。左側面の鍵穴状の傷跡を隠すヘッドギアを作ってもらい、以来カオスは普通の少年として「がきんちょハウス」で孤児の子供たちと一緒に暮らすようになる。唯一他の子供たちと違ったのは、超人格闘技に対して非常に強い興味を示していたことであり、その気持ちは年々強くなっていき、ついには新宿花山神社の境内で超人レスリングの真似事を始めるようになった。

### 究極の超人タッグ出場
「がきんちょハウス」で暮らすこと7年、普段のようにインチキ超人レスリングショーの興行を行っていると、友人ケビンマスクの命と未来の危機を救うため、21世紀からやって来た正義超人と名乗るキン肉万太郎たちと出会う。究極の超人タッグ戦のパートナーになってくれとの万太郎の説得と交渉の末、カオスは厳しい検査官の目を誤魔化すため、偶然手に入れたキン肉マングレートのマスクを被って出場することを決める。入場セレモニーでは緊張して凝り固まったカオスだが、その初々しさが逆に受け女性からは黄色い声援を浴びる。その後、憧れの超人を目の前にして有頂天になったカオスは、ファンとしての行動を取り始め、顰蹙を買う。
チーム過多により行われた「出場チーム選定間引きマッチ」では、悪衆・時間超人（ライトニング、サンダー）に挑発され挑みかかったが、まともな受け身もとれず逆水平チョップの一発でダウンし、さらには泣き出して弱音を吐く。万太郎の励ましとアドバイスを受け時間超人からは逃げ出すことに成功するも、次はヘル・イクスパンションズ（ネプチューンマン、セイウチン）に狙われる。カオスは無意識に放ったツープラトン攻撃でネプチューンマンを投げ飛ばすが、それにより逆に怒りを買い「オプティカル・ファイバー・クロスボンバー」の餌食にされそうになるが、万太郎にギリギリの所で助けられた。その後、カオスの素質を見抜いた火の玉・飛爺隊（イリューヒン、バリアフリーマン）が、逆にピンチとなった万太郎の身代わりとなり、万太郎らに望みを託して間引かれる。
バトルロイヤル終了後の控え室で、ミートが万太郎にタッグ解消を勧める話を偶然耳にし、ショックを受けて逃亡。しかし、マザーから自分の失った記憶の謎を解く「Chaos's MEMORY KEY」を渡され、その記憶の鍵を開ける勇気を手に入れるため、再び究極の超人タッグ戦に赴く。

### 本戦
1回戦では、地獄のカーペンターズ（デーク・棟梁、ザ・プラモマン）と戦う。当初無理やり先発を任され逃げ回るカオスだが、万太郎の的確なアドバイスにより、デーク・棟梁からダウンを奪う。続くプラモマンの変身術に万太郎は苦戦し、さらにはリングに大海原を作り出されピンチに。カナヅチのカオスは尻込みするものの、凛子やイケメンたちの声援を受け、持ち前のオタク知識と機転でこれを切り抜ける。最後はマッスル・ドッキングで勝負に出ようとするが、実際の超人相手にキン肉バスターをかけたことがないカオスは技を失敗。とっさに万太郎が技をマッスル・Gに変更し棟梁をKOし、続いて万太郎のアシストを受けたカオスがプラモマンをパワーボムで叩きつけ勝利を収めた。試合後、棟梁は「あの泣き虫はまだまだ伸びる」とカオスを称賛した。
2回戦組み合わせ抽選会で伝説正義超人・2000万パワーズ（バッファローマン、モンゴルマン）との試合が決定、死を覚悟したカオスは、マザー宛てに遺書を残し戦いに挑む。ハラボテ・マッスルはグレートIII（カオス）の正体を暴く策略をしかけ、火で熱した金網で囲まれたリングで戦う「バーニングコート（火刑法廷）ケージ・デスマッチ」を提案する。試合では自ら先発に出たカオスは仲間の励ましや声援を受け、2000万パワーズの両者相手に健闘。しかし流血したモンゴルマンを目の当たりにすると、過去の記憶がフラッシュッバックし発作を起こす。その後は万太郎との連携も合わず「一つの魂にはなれない」とタッグを拒絶され、心が打ち解けない二人は、2000万パワーズの猛攻を受け傷つき、ついには倒れる。自分の記憶を取り戻す決意を固めたカオスは、謎の鍵「ジャッジメント・キー」を頭に差し込み、全てを思い出す。それと同時にグレートのマスクとボディスーツが吹き飛び、カオス・アヴェニールとして覚醒、2000万パワーズに一人で立ち向かう。激闘の最中、モンゴルマスクを脱ぎ捨てたラーメンマンに未来の超人界を救う「間隙の救世主」と認められ、苦手としていた万太郎とのツープラトン攻撃も成功、新技「マッスル・エボルシオン」で2000万パワーズを打ち破った。試合後はバッファローマンからも「タッグとしての実力は本物」と認められ、消滅したラーメンマンが残した胸当てを送られた。
準決勝は綱引きの儀によりザ・マシンガンズ（キン肉マン、テリーマン）との2戦連続で新旧正義超人同士の対戦となる。この際にコスチュームが変更され、炎の絵柄が入ったベルボトムタイプのズボンにオープンフィンガーグローブ姿となる。試合序盤から相手の妙技に押され気味な展開となり、さらに卑怯な手で攻めるマシンガンズにカオスは激怒。熱くなり冷静さを欠いたカオスは攻め立てられ、ついにWキン肉バスターを食らって失神する。カオスは幻の中でラーメンマンに会い、中国の故事「邯鄲の夢」の話を聞き、非情な手段を用いるキン肉マンとテリーマンの真意を諭される。凛子や仲間の励ましにより愛の力に目覚め、マシンガンズから真の正義超人魂を感じたカオスは、万太郎と息を合わせ互角の勝負を展開。戦いの中ツープラトンの極意が見えた二人は、至高のツープラトン技「マッスル・ドッキングβ」を破り「マッスル・エボルシオン」で決着を付けた。

### 準決勝後
準決勝前の世界五大厄（ライトニング、サンダー）の控え室に乱入したカオスは、ライトニングとサンダーに自らの素性を明かし、両親の仇討ちを挑む。しかし逆に「死時計の刻印」に捕らえられた所を万太郎に助けられ、「正義を貫くならリングの上で正々堂々と打倒しろ」と諭された。沢山の仲間に囲まれたカオスは精神的にも成長し、悪行・時間超人に対する復讐心も消え、さらに凛子からは愛情を持たれる。しかし、急に苦しみだし、死神の影が見えるなど不吉な兆候も現れ始めた。
準決勝第2試合、世界五大厄対新星・ヘル・イクスパンションズ（ネプチューンマン、マンモスマン）戦では過去を思い出し、ライトニングとサンダーの残虐非道さを語る。また、謎のフード男の気配を感じ苦しみだし、試合放棄してリングから去ったマンモスマンを身体を張って止め、信頼と絆の大切さを必死に説いた。試合後、世界五大厄に敗れ、富士山の火口に落されたネプチューンマンを救うため、加速能力を使い、ネプチューンマンを元の21世紀に戻す。しかし体内の全てのエキゾチック物質を使い果たしたカオスは、「エキゾチック過多放出症」となり、全身に赤い斑点ができ、同時に記憶の退行現象も現れる。段々と記憶を失って行くカオスは万太郎たちや「がきんちょハウス」の子供たちやシスターなどの多くの友達や家族に見取られながら眠るように息を引き取った。カオスの遺体は新宿花山神社のプロレス軍団が練習場としていた、東京ベイエリア・第六台場の新宿花山神社にカオスが一番大事にしていたキン消しコレクションと共に眠りについた。
遺体の埋葬後、カオスの魂が「記憶の鍵」と共に大事にしていたピラリアの種の花を咲かせ、さらにその花粉がネプチューンマンの覆面狩りの犠牲になった超人たちの顔を元通りにし、傷を癒すなどの奇跡を起こした。
決勝戦の世界五大厄との闘いにて、万太郎はカオスのヘッドギアを持って入場。その後、万太郎のタッグパートナーとなるためにケビンマスクが乱入。万太郎と仲たがいするケビンの前に、カオスはピラリアの花粉による幻として現れ、説得する。ザ・坊ちゃんズとして始動した万太郎とケビンが世界五大厄を破り優勝した後、万太郎は21世紀から旅立つ前に蹴り壊してしまった墓標こそがカオスのものだと確信し、カオスへの謝罪の言葉と共にトロフィー球根を墓前に投げ込んだ。なお、万太郎が蹴り壊した墓標は一部が土で覆われ、「〜OS」の文字が刻まれていたが、『週刊プレイボーイ』掲載時では同様に先頭部分が土で覆われ、「〜MAN」の文字が刻まれていた。
人気投票では15位にランク入りしていた。

### 主要対戦成績
- シングルマッチ
  - ○ミニッツ・アヴェニール（キングジャーマン）

- タッグマッチ
  - ○地獄のカーペンターズ（デーク・棟梁 / ザ・プラモマン、マッスル・G&パワーボム）
  - ○2000万パワーズ（バッファローマン / モンゴルマン、マッスル・エボルシオン）
  - ○ザ・マシンガンズ（キン肉マン / テリーマン、マッスル・エボルシオン）

## 得意技

### シングル技
キン肉バスター
デーク頭領、プラモマン戦で使用。しかし実際の超人に技をかけたのは初めてなので失敗した。
W・キン肉バスター（ダブル・キンにくバスター）
一度に2人の相手を同時に抱え上げ繰り出すキン肉バスター。
人間相手のショーレスリングで使用していた技のため、本物の超人には通用しなかった。
シュバイン
相手を前方から担ぎ上げ、脇の下から頭を掴んで真下に落とす変形の水車落とし。
本来ならば1980年代には存在しない21世紀の技。
キング・ジャーマンスープレックス
カオスが得意とする、美しいブリッジを描くジャーマンスープレックス。
後述の「マッスル・エボルシオン」で使うことが多い。
カオス・スフィア・ボトム
相手の背後から胴を両足で挟み込み、そのままローリング・バック・クラッチの要領で後方に一回転し相手をマットに叩きつける投げ技。
柳麵切断絞（パスタ・カッター）
尻餅をついた相手の背後からリバース・フェイスロックを仕掛けると同時に、反対の腕で相手の片腕を捕らえる絞め技。
スカル・ステイプラー
『週刊プレイボーイ』掲載時はアヴェニール･ジャッジメント。空中で相手の腕を抱えた状態から反転、相手の頭を自分の膝の上にのせ、さらに片足を捕えて自分の膝の裏をリングコーナーへ落とし衝撃を与える技。
加速能力（アクセレレイション）
肉体の周りの時間軸をコンマ1秒ほどずらし、未来へと移動する時間超人の特殊能力。世界五大厄に敗れたネプチューンマンを救出する際に使用した。

### タッグ技
マッスル・ドッキング
キン肉バスターとキン肉ドライバーの合体技。本来はザ・マシンガンズのツープラトン。地獄のカーペンターズ戦で使用を試みたが、失敗している（カオスがキン肉バスターを失敗したため。万太郎はキン肉ドライバーに成功）。
幻惑・陽炎飛び
万太郎とカオスが身体を前後に重ねながら左右に飛び、相手を惑わす技。
ビッグフット・エクスプレス
万太郎が上下逆さまにして背中合わせに担ぎ上げたカオスの足を前方に向け、突進する。
2000万パワーズのロングホーン・トレインに対抗するための技で、21世紀の最新型超特急列車を模している。
マッスル・エボルシオン
マッスル・G、キング・ジャーマンスープレックス、ジャパニーズ・レッグロールクラッチの合体技。マッスル・Gで相手を捕えた万太郎に、もう片方の相手をジャパニーズ・レッグロールクラッチを極めたカオスが、ジャーマンスープレックスの要領で万太郎の胴を掴みそのまま落下する。
マンカオ落とし
万太郎がパワーボムで相手を持ち上げ、さらにカオスがコーナーからムーンサルトプレスの要領で飛び、腕を相手の首に引っ掛けて落とす。
ダブルショルダーバスター
2人同時にジャンプしながら逆さ状態となり、互いの相手の首に腕を引っ掛けて一回転し繰り出すショルダーバスター。
スカル・カンパーナ
2人同時に空中で背中合わせとなり、互いの相手を肩車で担ぎ上げる。そのまま両手首を交差させ捕らえ、股の下を潜らせて後方に通すことにより、相手の頭同士を激突させる。
ムーンサルトヘッドプレス
ザ・マシンガンズ戦で使用。カオスが相手を足4の字固めで捕らえ、万太郎がコーナー最上段からバク宙ジャンプでのヘッドバットで攻撃する技。

## プロフィール
- 分類 - 時間超人（正義・時間超人）
- 出身地 - アヴェニール星[5]
- 身長体重 - 188cm 94kg[6]（183cm 94kgとの記述もある[7]）
- 超人強度 - 200万パワー[5]
- 年齢 - 13〜14歳
- 好きな物 - 超人[8]、松多聖子[9]、手ごねハンバーグ[10]
- 嫌いな物 - 紅ショウガ[11]
- 備考 - カナヅチ[12]（本人曰く息継ぎがヘタ[13]）

### 異名
- アヴェニール一族の末裔[14]
- 間隙の救世主[14]
- 静かに燃える正義の"炎"[14]
- 正義超人界のニューヒーロー[14]